# Макакији
Макакији (Macaca) су род мајмуна Старог света. Они сачињавају род Macaca друштвених мајмуна Старог света из потфамилије Cercopithecinae. Двадесет три врсте макакија насељавају подручја широм Азије, Северне Африке и (у једном случају) Гибралтара. Макакији су углавном плодоједи (преферирају воће), иако њихова исхрана такође укључује семе, лишће, цвеће и кору дрвета. Неке врсте, као што је макаки ракојед, живе на исхрани бескичмењацима и повремено малим кичмењацима. У просеку, јужни свињорепи макаки у Малезији поједу око 70 великих пацова сваки годишње. Све друштвене групе макакија су матријархалне, распоређене око доминантних женки.

## Распрострањеност
Све осим једне врсте живе у Азији. Ареал берберског макакија је у северозападној Африци (Атлас планине) и на Гибралтару у Европи. Азијске врсте претежно насељавају југ и југоисток континента. Најсевернији је јапански макаки. Велики број врста живи само на острву Целебес.
Еколошки и географски распони макака су најшири од свих примата који нису људи. Њихова станишта укључују тропске прашуме југоисточне Азије, Шри Ланке, Индије, сушне планине Пакистана и Авганистана и умерене планине у Јапану, северној Кини, Мароку и Непалу. Неке врсте такође насељавају села и градове у градовима у Азији.

## Опис
Живе у великим групама. Неке врсте имају дугачке репове, неке имају кратке, а неке уопште немају видљив реп.
Већина макакија је смеђе боје, али има и црних. Имају ружичасту или црвену кожу лица и задњице.
Крупнији су и имају изушенија лица од гвенона, али су мањи и имају краћа лица од павијана.

## Екологија и понашање

### Исхрана
Макаки су углавном вегетаријанци, иако је примећено да се неке врсте хране инсектима. У природним стаништима примећено је да конзумирају одређене делове преко стотину врста биљака укључујући пупољке, плодове, младо лишће, кору, корење и цветове. Када макаки живе међу људима, они нападају пољопривредне усеве као што су пшеница, пиринач или шећерна трска; и баштенске културе као што су парадајз, банане, диње, манго или папаја. У људским окружењима, они се такође у великој мери ослањају на директну помоћ људи. Ово укључује кикирики, пиринач, махунарке или чак припремљену храну.

### Структура групе
Макаки живе у успостављеним друштвеним групама које се крећу од неколико јединки до неколико стотина, јер су друштвене животиње. Типична друштвена група има између 20 и 50 јединки свих узраста и оба пола. Типичан састав се састоји од 15% одраслих мужјака, 35% одраслих женки, 20% новорођенчади и 30% малолетника, иако постоје варијације у структури и величини група међу популацијама.
Макаки имају веома комплексну друштвену структуру и хијерархију. Ако је макаки нижег нивоа у друштвеном ланцу појео бобице и ниједна није остала за макакија вишег ранга, онда онај вишег статусу може, у оквиру ове друштвене организације, уклонити бобице из уста другог мајмуна.

### Репродукција и морталитет
Репродуктивни потенцијал сваке врсте се разликује. Популације резус макакија могу расти стопом од 10% до 15% годишње ако су услови животне средине повољни. Међутим, неке врсте које живе у шумама су угрожене са много нижим репродуктивним стопама. Након годину дана, макакији прелазе из зависности од своје мајке у детињству, у фазу малолетника, где почињу да се више друже са другим малолетницима кроз грубо превртање и активности игре. Полно сазревају између три и пет година старости. Жене обично остају у друштвеној групи у којој су рођене; међутим, млади одрасли мужјаци имају тенденцију да се распрше и покушавају да уђу у друге друштвене групе. Не успевају сви мужјаци да се придруже другим групама и могу постати усамљени, покушавајући да се придруже другим друштвеним групама дуги низ година. Макакији имају типичан животни век од 20 до 30 година.

### Као инвазивне врсте
Поједине врсте из рода Macaca постале су инвазивне у одређеним деловима света, док су друге које опстају у шумским стаништима и даље угрожене. Дугорепи макаки (M. fascicularis) је наведен као претња и инвазивна ванњска врста на Маурицијусу, заједно са резус макакијима (M. mulatta) на Флориди.
Дугорепи макаки наноси озбиљну штету деловима свог подручја где је унесен, јер популације неконтролисано расту због недостатка предатора. На острву Маурицијус, они су створили озбиљну забринутост за очување других ендемских врста. Они конзумирају семе аутохтоних биљака и помажу у ширењу егзотичних корова по шумама. Ово мења састав станишта и омогућава да их брзо преплаве инвазивне биљке.
Дугорепи макаки су такође одговорни за скоро изумирање неколико врста птица на Маурицијусу тако што уништавају гнезда птица док се крећу кроз своје изворне области и једу јаја критично угрожених врста, као што су ружичасти голуб и маурицијски зелени папагај. Они могу бити озбиљне пољопривредне штеточине јер харају усевима и баштама, а људи често пуцају на мајмуне што може елиминисати читаву локалну популацију.
На Флориди, група резус макакија насељава државни парк Силвер Спрингс. Људи их често хране, што може променити њихово кретање и држати их близу реке викендом где је присутан велики промет људи. Мајмуни могу постати агресивни према људима, а такође могу носити потенцијално фаталне људске болести, укључујући вирус херпеса Б.

## Однос са људима
Неколико врста макакија се увелико користи у тестирању на животињама, посебно у неуронауци визуелне перцепције и визуелног система.
Скоро сви (73–100%) кућни љубимци и резус макакији у заточеништву су носиоци вируса херпеса Б. Овај вирус је безопасан за макакије, али инфекције људи, иако ретке, су потенцијално фаталне, ризик који макакије чини неприкладним за кућне љубимце.
Градски макаки такође су носили пенасти вирус мајмуна, што сугерише да би могли бити укључени у скок од врсте до врсте сличних ретровируса као код људи.

### Контрола популације
Технике управљања су историјски биле контроверзне, а јавно неодобравање може ометати напоре контроле. Раније су покушаји да се уклоне појединци макакија наишли на отпор јавности. Једна стратегија управљања која се тренутно истражује је стерилизација. Управљачи природним ресурсима се образују научним студијама у предложеној стратегији. Процењује се да ће ефикасност ове стратегије успети да задржи популације под контролом. На пример, ако се 80% женки стерилише сваких пет година, или 50% сваке две године, то би могло ефикасно да смањи популацију. Друге стратегије контроле укључују садњу специфичних стабала да би се обезбедила заштита домаћих птица од грабежљиваца макакија, хватања живих замкама и вакцине свињске зона пелуциде (PZP), која изазива неплодност код женки.

### Клонирање
У јануару 2018, научници у Кини су објавили у часопису Cell прво стварање два клона макаки ракоједа, по имену Џонг Џонг и Хуа Хуа, користећи једрени пренос соматских ћелија - исти метод који је произвео овцу Доли.

## Врсте
- M. sylvanus група
  - Берберски макаки, Macaca sylvanus
- M. nemestrina група
  - Лављи макаки, Macaca silenus
  - Јужни свињорепи макаки, Macaca nemestrina
  - Северни свињорепи макаки, Macaca leonina
  - Пагајски макаки, Macaca pagensis
  - Сиберутски макаки, Macaca siberu
  - Црни макаки, Macaca maura
  - Чизмасти макаки, Macaca ochreata
  - Тонкеански макаки, Macaca tonkeana
  - Хеков макаки, Macaca hecki
  - Горонталски макаки, Macaca nigriscens
  - Ћубасти макаки, Macaca nigra
- M. fascicularis група
  - Макаки ракојед, Macaca fascicularis
  - Медвеђи макаки, Macaca arctoides
- M. mulatta група
  - Резус макаки, Macaca mulatta
  - Тајвански макаки, Macaca cyclopis
  - Јапански макаки, Macaca fuscata
    - Јакушимски макаки, Macaca fuscata yakui
- M. sinica група
  - Шриланкански макаки, Macaca sinica
  - Индијски макаки, Macaca radiata
  - Асамски макаки, Macaca assamensis
  - Тибетски макаки, Macaca thibetana
  - Аруначалски макаки, Macaca munzala